# Frankenstein (DC Comics)
Frankenstein es un personaje ficticio de DC Comics basado en el Monstruo de Frankenstein creado por Mary Shelley.

## Historial de publicaciones
Frankenstein fue creado en 1948 por Edmond Hamilton y Bob Kane en Detective Comics # 135.
Se desarrolló una reelaboración posterior por Len Wein como el concepto de Engendro de Frankenstein. El monstruo cayó bajo la esclavitud del Conde Drácula. A menudo luchaban contra Superman, Batman o Phantom Stranger
La última renovación de Frankenstein fue creada por Grant Morrison y Doug Mahnke en 2005 y es similar a Doc Frankenstein. Es uno de los Siete Soldados, y tiene un parecido con la criatura como lo retrata Boris Karloff en la película de 1931 dirigida por James Whale.

## Biografía del personaje ficticio
Frankenstein es un cuerpo de muertos vivientes compuesto por partes de varios cadáveres cosidos, creado por Victor Frankenstein en algún momento del siglo XIX. Se suponía que estaba muerto en el Ártico cuando se hundió bajo el hielo, pero sobrevivió y nadó hacia América, teniendo "muchas aventuras". Fue resucitado por Victor Adam, y prometió venganza por restaurarlo a la vida, matarlo con éxito, pero accidentalmente provocó un coma para la esposa del Doctor Trece, Maria, en el proceso. En particular, Frankenstein se convirtió en un enemigo frecuente de Melmoth, a quien se refería como el maestro de ceremonias del circo de gusanos. En una batalla climática en el año 1870, Frankenstein se enfrentó a Melmoth y le impidió destruir una ciudad con gusano-hominidos. La pelea tuvo lugar en un tren en movimiento, que se descarriló durante el conflicto, y se desconocía el destino de Frankenstein.
En 2005, un estudiante de secundaria, llamado 'Uglyhead' por todos los demás niños, adquiere habilidades telepáticas a través del contacto con el Sheeda, que utiliza para atormentar a sus compañeros. En el baile de graduación, los estudiantes ahora dóciles son asesinados por los homínidos de gusanos Sheeda. Esto provoca el regreso de Frankenstein, que había sobrevivido en un estado de hibernación debajo de la ciudad, que hace un breve trabajo con los homínidos de gusanos y el niño, antes de quemar la escuela para cubrir los cuerpos. Luego, Frankenstein rastrea a Melmoth y se dirige a Marte a través de una "Puerta de Erdel" (una referencia al Dr. Saul Erdel, el científico que transportó por primera vez al Detective Marciano a la Tierra). En Marte, Frankenstein se enfrenta a Melmoth una vez más. Frankenstein libera a los niños que Melmoth ha esclavizado para que trabajen en sus minas de oro, y alimenta a Melmoth con los caballos de Marte que comen carne y comen mantis religiosas. Antes de que sea consumido, Melmoth revela que no fue un rayo lo que dio vida al monstruo, sino varias gotas de su propia sangre inmortal, vendidas al creador de Frankenstein, que aún corren por las venas de Frankenstein.
En el tercer número de la serie, Frankenstein conoce a un viejo conocido que se parece mucho a la "Novia" en la película de James Whale, La novia de Frankenstein, aunque con dos brazos adicionales injertados en ella por el Swami rojo, un supervillano que la lavó el cerebro para hacerle pensar que ella fue la reencarnación de una diosa asesina. Ahora es una agente del Ejecutivo de Defensa Avanzada Súper Humana (S.H.A.D.E.), una agencia secreta del gobierno, que también recluta temporalmente a Frankenstein. Sobre su relación anterior, ella dice: "No es nada personal, pero nunca fuiste mi tipo".
En el último número, se guarda en un barco del tiempo que lo lleva al reino de Sheeda en un futuro lejano. Allí, destruye su flota que destruye el mundo, mata al timonel del yate de la Reina Sheeda y secuestra su barco hasta el presente. Sin embargo, una vez en el presente, Klarion el chico brujo obtiene el control de Frankenstein usando una marca de brujas y lo obliga a llevar el castillo al futuro.
Aparece brevemente en Crisis infinita # 7, que tiene lugar una semana después de la miniserie de Frankenstein. Se lo ve luchando contra el General Wade Eiling. Frankenstein está armado con una espada de tres pies de largo, que según él perteneció al Arcángel Miguel, y una gran pistola antigua, a la que llama su 'pistola de vapor'.
Un personaje llamado Joven Frankenstein apareció en Jóvenes Titanes como miembro del equipo durante el "Año Perdido" cubierto por 52. Al parecer, el joven Frankenstein es asesinado por Black Adam durante la Tercera Guerra Mundial, pero en realidad sobrevive.
Frankenstein y S.H.A.D.E. aparecen en Crisis final # 3, también escrita por Grant Morrison. Nuevamente aparece dos problemas más tarde, liderando un escuadrón de superhéroes contra las fuerzas de Darkseid, que son liderados por Kalibak. También se lo ve en el último número luchando en la última posición de la humanidad antes de que Superman ponga en funcionamiento la Máquina Milagrosa. Frankenstein es inmune al arma de Darkseid, la Ecuación Anti-Vida, porque ya está muerto.
Frankenstein se enfrenta a Solomon Grundy en la serie limitada actual de este último, y nuevamente durante la Blackest Night. Grundy, habiendo sido transformado en un Black Lantern, arranca el corazón de Frankenstein. Debido a que tiene uno extra en su pecho, Frankenstein sobrevive a este ataque.
Como parte de The New 52 (un reinicio de 2011 del universo DC Comics), se lanzó una nueva serie en curso Frankenstein, Agent of S.H.A.D.E., basada en la versión de Frankenstein de los Siete Soldados. Inicialmente fue escrito por Jeff Lemire y dibujado por Alberto Ponticelli. Matt Kindt reemplazó a Lemire con el número 10 y se quedó con el libro hasta que se canceló con el número 16. El personaje luego se une a la Liga de la Justicia Oscura.
El personaje aparece a continuación en el DC Rebirth Superman Annual escrito por Peter Tomasi y Patrick Gleason.

## Poderes y habilidades
Frankenstein es un no muerto, compuesto de una variedad de partes del cuerpo tomadas de docenas de diferentes fuentes.
Frankenstein tiene una fuerza sobrehumana, no necesita comer ni dormir, y es funcionalmente inmortal. Tiene acceso mental a la base de datos S.H.A.D.E. a través de un implante quirúrgico.
Debido a su naturaleza no muerta, Frankenstein puede reemplazar las extremidades dañadas o faltantes con injertos tomados de individuos de constitución similar y adaptarlo a su fisiología única.

## Otras versiones
Una variación de Frankenstein proviene de Tierra-276 y es miembro de la Liga de Monstruos Malvados junto con el Conde Drácula, el Hombre Lobo y la Momia.
En la línea de tiempo alternativa del evento Flashpoint, Frankenstein fue despertado durante la Segunda Guerra Mundial y ataca a los soldados nazis para salvar al teniente Matthew Shrieve. Más tarde, Frankenstein es invitado por el Proyecto M para unirse al Comando Monster. Liderando una incursión con el Comando Monster, Frankenstein mató personalmente a Adolf Hitler. Después del final de la Segunda Guerra Mundial, sin embargo, el Proyecto M fue considerado obsoleto por los servicios gubernamentales de Robert Crane. Frankenstein se niega a aceptar, pero es sometido y puesto en estasis por el G.I. Robot. Más tarde, Frankenstein y los Comando Monster reviven, escapan de su prisión y descubren que han sido despertados más de 65 años después. Frankenstein y los Comando Monster viajan a Gotham City, donde el Dr. Mazursky podría vivir y creer que está vivo. Los Comando Monster encontraron la cabaña del Dr. Mazursky; sin embargo, descubren que el Dr. Mazursky se mudó a Rumania, cuando los Comando Monster son finalmente emboscados por la nieta de Matthew Shrieve, Miranda, y un grupo de soldados. Frankenstein ataca a los soldados, pero el G.I. Robot lo hizo saltar para someterlo nuevamente. Los Comando Monster salvaron a Frankenstein al destrozar el G.I. Robot. Durante los ataques, los Comando Monster son salvados por la novia de Frankenstein, quien se revela que está viva. La novia le explica a su esposo que ella está trabajando como agente de S.H.A.D.E.. Más tarde, Frankenstein y los Comando Monster viajan a Rumania con Miranda, quien estaba siendo manipulada por el General Sam Lane, quien se revela como el verdadero responsable de la muerte de la familia de Miranda. Llegan a Rumania, donde encontraron un pequeño pueblo poblado de monstruos. El pueblo es atacado por un G.I. Robot Gigante. Después de que destruyen el G.I. Robot, Frankenstein, la novia y Miranda parten de los Comando Monster y participan en la guerra atlante / amazónica.

## En otros medios

### Televisión
- Frankenstein aparece en el episodio de la serie para niños Super Amigos en el episodio «Super Firends Meet Frankestein». Él es una de las creaciones del Dr. Frankenstein (este es un descendiente de Victor Frankenstein) que usa sus monstruos para aterrorizar a una aldea local lo suficiente como para que los Super Friends sean llamados para investigar. Cuando Batman y Robin atacan al monstruo de Frankenstein, el Dr. Frankenstein ordenó a su monstruo atraer a Batman y Robin al Castillo de Frankenstein para atraparlos. Cuando Batman y Robin cortocircuitan el monstruo de Frankenstein, el Dr. Frankenstein llega y los atrapa mientras les agradece por darle una idea para su próxima creación más poderosa que la original.
- Frankestein hace apariciones en la serie animada de Teen Titans Go!, "Halloween vs. Navidad".

### Videojuegos
- Frankenstein aparece como un personaje jugable en Lego Batman 3: Beyond Gotham, con la voz de Fred Tatasciore.
- Frankenstein aparece como un personaje jugable en Lego DC Super-Villains.

## Ediciones recopiladas
- Showcase Presents: Phantom Stranger Vol. 2 incluye historias de Frankenstein de Phantom Stranger (vol. 2) #22-30. 1-4012-1088-0
- Frankenstein, Agent of S.H.A.D.E. Vol. 1: War of the Monsters (Frankenstein, Agent of S.H.A.D.E. #1-7)
- Frankenstein, Agent of S.H.A.D.E. Vol. 2: Secrets of the Dead (Frankenstein, Agent of S.H.A.D.E. #0, #8-16)